# Politiezone CARMA
De Politiezone CARMA (zonenummer 5909) is een Belgische politiezone bestaande uit de gemeenten As, Bocholt, Bree, Genk, Houthalen-Helchteren, Kinrooi, Oudsbergen en Zutendaal. De politiezone behoort tot het gerechtelijk arrondissement Limburg. De naam verwijst onder meer naar ‘Carboon’ en ‘Maas’.
De politiezone is een fusie, doorgegaan op 2 mei 2017, van de politiezones MidLim (5888) en Noordoost Limburg (5385). De politiezone MidLim was zelf een fusie van de politiezones GAOZ (5384) en Houthalen-Helchteren (5378).
De zone werd tot 2 september 2022 geleid door korpschef Frank Mulleners en sindsdien door kampenaar (uit Leopoldsburg afkomstig) Geert Verheyen.
Het hoofdcommissariaat van de politiezone is gelegen aan de Europalaan 27 in Genk.